# تشارلز آرثر
تشارلز آرثر (5 فبراير 1808 في المملكة المتحدة - 29 يوليو 1884 في أستراليا) (بالإنجليزية: Charles Arthur)‏ هو لاعب كريكت أسترالي. لعب مع فريق تسمانيا للكريكت.

## وصلات خارجية
- تشارلز آرثر على موقع إي آس بي آن كريك إنفو (الإنجليزية)